# 소양동
소양동(昭陽洞)은 강원특별자치도 춘천시의 행정동이다.

## 개요
소양로1,2,3,4가, 봉의동 등을 아우르고 있으며, 강원특별자치도청과 춘천시청이 자리잡고 있는 춘천의 명실상부한 행정 중심지이다. 이 밖에도 춘천고등학교 등이 이곳에 자리잡고 있다.

## 연혁
- 1998년 10월 12일 : 행정동 중앙동 (중앙로1가, 옥천동, 요선동, 봉의동 관할), 소양동 (소양로2가 관할), 소낙동 (소양로3가, 소양로4가, 낙원동 관할)이 소양동으로 통합되었다.

## 행정 구역
| 이름      | 한자       | 행정 지도 |
| --------- | ---------- | --------- |
| 소양로2가 | 昭陽路二街 |           |
| 소양로3가 | 昭陽路三街 |           |
| 소양로4가 | 昭陽路四街 |           |
| 요선동    | 要仙洞     |           |
| 봉의동    | 鳳義洞     |           |
| 낙원동    | 樂園洞     |           |
| 옥천동    | 玉川洞     |           |
| 중앙로1가 | 中央路一街 |           |

## 주요 시설

### 관공서
- 소양동 행정복지센터
- 춘천상공회의소
- 소양로우체국
- 춘천소방서 소양119안전센터
- 춘천경찰서 동부동 치안센터
- 강원도의회
- 강원도청
- 춘천시청

### 교육 시설
- 중앙초등학교
- 춘천고등학교
- 성수고등학교
- 성수여자고등학교
- 한림대학교

### 문화 시설
- 춘천미술관
- 한림대학교 일송아트홀

### 언론
- 춘천불교방송

### 아파트
| 단지명                | 건설사       | 주소                                 | 입주          | 비고        |
| --------------------- | ------------ | ------------------------------------ | ------------- | ----------- |
| 소양로 현대           | 현대건설     |                                      | 모수물길 60   | 1998년 11월 |
| 더샵 소양스타리버     | 포스코이앤씨 | 춘천소양촉진2구역 재건축정비사업조합 |               |             |
| 춘천 e편한세상        | 삼호㈜       | 춘천소양로주택재건축정비사업조합     |               |             |
| 춘천요선 한신휴플러스 | 한신공영     | 요선지구주택재건축조합               | 서부대성로 34 | 2007년 7월  |